# Riot Games
Riot Games je americká videoherní společnost, která byla založena v roce 2006. Jejím sídlem je Los Angeles v Kalifornii v USA.
Tato společnost vytvořila jednu z nejpopulárnějších her své doby. Tou je League of Legends (LoL), která byla vydána dne 27. 10. 2009.

## Přehled
Riot Games Inc. byla založena jako nezávislé herní studio v roce 2006. Zakladatelé jsou Brandon "Ryze" Beck a Marc "Tryndamere" Merrill. Společnost v říjnu 2008 oznámila svou první hru a tou byla League of Legends: Clash of Fates. O rok později hru vydala jako League of Legends. Jejich hra využívá free-to-play model s mikrotransakcemi (možnost kupování beden s odměnami a skiny či sezonní propustky).[zdroj?]
V roce 2008 získal Riot úvodní finance 7 milionů amerických dolarů od firem Benchmark Capital a FirstMark Capital.. V druhém kole získali 8 milionů dolarů od firem Benchmark Capital, FirstMark Capital a čínského gigantu Tencent Holdings.. Na začátku roku 2011 koupil Tencent Holdings většinový podíl Riot Games. Transakce dle Tencent byla 231,465,000 dolarů.
Mezi zaměstnance Riotu patří i tvůrci módu do hry Warcraft 3 DotA – bývalý hlavní designer Steve "Guinsoo" Feak a zakladatel původního webu DotA-Allstars.com Steve "Pendragon" Mescon. Riot zaměstnává i některé bývalé pracovníky Blizzard Entertainment, mezi nimiž je například bývalý hlavní systémový designér hry World of Warcraft Greg "Ghostcrawler" Street. 12. 7. 2013 časopis Business Insider jmenoval Riot Games jako 4. nejlepší technologickou firmu, kde můžete pracovat v roce 2013.
8. prosince 2013 oznámil Riot stavbu nového sídla v západním Los Angeles, kam se měli jeho zaměstnanci přesunout v roce 2015.

## Hry
- League of Legends, neboli "LoL" – vydáno v roce 2009 pro Mac a Windows
- Mechs vs. Minions – vydáno 2016, desková kooperativní hra pro 2 až 4 hráče
- League of Legends: Wild Rift – vydáno roku 2020, League of Legends na mobilní zařízení a konzole, nejedná se však o port hry na mobilní zařízení a konzole. Menší mapa, méně šampionů a upravené schopnosti.
- Teamfight Tactics – vydáno roku 2019, hra typu „auto chess“ (i pro mobilní zařízení).
- Legends of Runeterra – digitální sběratelská karetní hra, vydána roku 2020
- Valorant - Vydán v létě 2020, kompetitivní FPS hra podobná CS:GO (na rozdíl od ostatních her společnosti Riot Games, Valorant není spojen s Runeterrou - místo odkud pochází postavy z League of Legends a s tím spojené příběhy.)

## Šíření
Riot vydal a šíří League of Legends v Austrálii, USA, Filipínech, Singapuru, Vietnamu, Malajsii, Thajsku, Kanadě, Jižní Koreji, Tchaj-wanu, Číně, Západní i Východní Evropě, Brazílii a Indonésii. V Číně ji šíří hlavní držitel Tencent online, v jihovýchodní Asii Garena, a Severní Americe samotný Riot, který zde zajišťuje i plnou podporu.[zdroj?]
V Evropě podepsal Riot mezinárodní licenční partnerství s GOA, divizí Orange S.A. 13. října 2009 GOA a Riot oznámil přesunutí serverů pro hráče přímo v Evropě na dedikované servery GOA. Tohle znamenalo, že hráči z Evropy nebudou moci hrát na serverech Riotu v USA. Po negativní odezvě komunity byl 16. října 2009 přesun zrušen a Riot oznámil, že přebírá šíření hry a další operace hry v Evropě. Proto 10. května 2010 založili sídlo v Dublinu.
Titul League of Legends je přeložen mimo jiné i do češtiny.